# Franz von Sales Maria Doppelbauer
Franz von Sales Maria Doppelbauer (ur. 21 stycznia 1845 w Waizenkirchen, zm. 2 grudnia 1908 w Linz) – austriacki duchowny katolicki, biskup diecezjalny Linz 1888-1908.

## Życiorys
Święcenia kapłańskie otrzymał 26 lipca 1868.
17 grudnia 1888 papież Leon XIII mianował go biskupem diecezjalnym Linz. 10 marca 1889 z rąk kardynała Serafina Vannutelliego przyjął sakrę biskupią. Funkcję pełnił aż do swojej śmierci.